# برایان میسون
برایان میسون (انگلیسی: Bryan Masson؛ زادهٔ ۲۱ دسامبر ۱۹۹۶) سیاستمدار اهل فرانسه است.
در جریان انتخابات پارلمانی فرانسه در سال ۲۰۲۲، وی در دور دوم به‌عنوان نماینده حوزه انتخابیه ششم آلپ-ماریتیم انتخاب شد.